# Pflanzen-Gattungen
Pflanzen-Gattungen (abreviado Pfl.-Gatt.) es un libro con ilustraciones y descripciones botánicas que fue escrito por el botánico, médico y naturalista alemán Friedrich Kasimir Medikus y publicado en Mannheim en el año 1792 con el nombre de Pflanzen-Gattungen nach dem Inbegriffe sämtlicher Fruktifications-Theile gebildet... mit kritischen Bemerkungen (Mannheim, 1792).